# Nina Andrycz

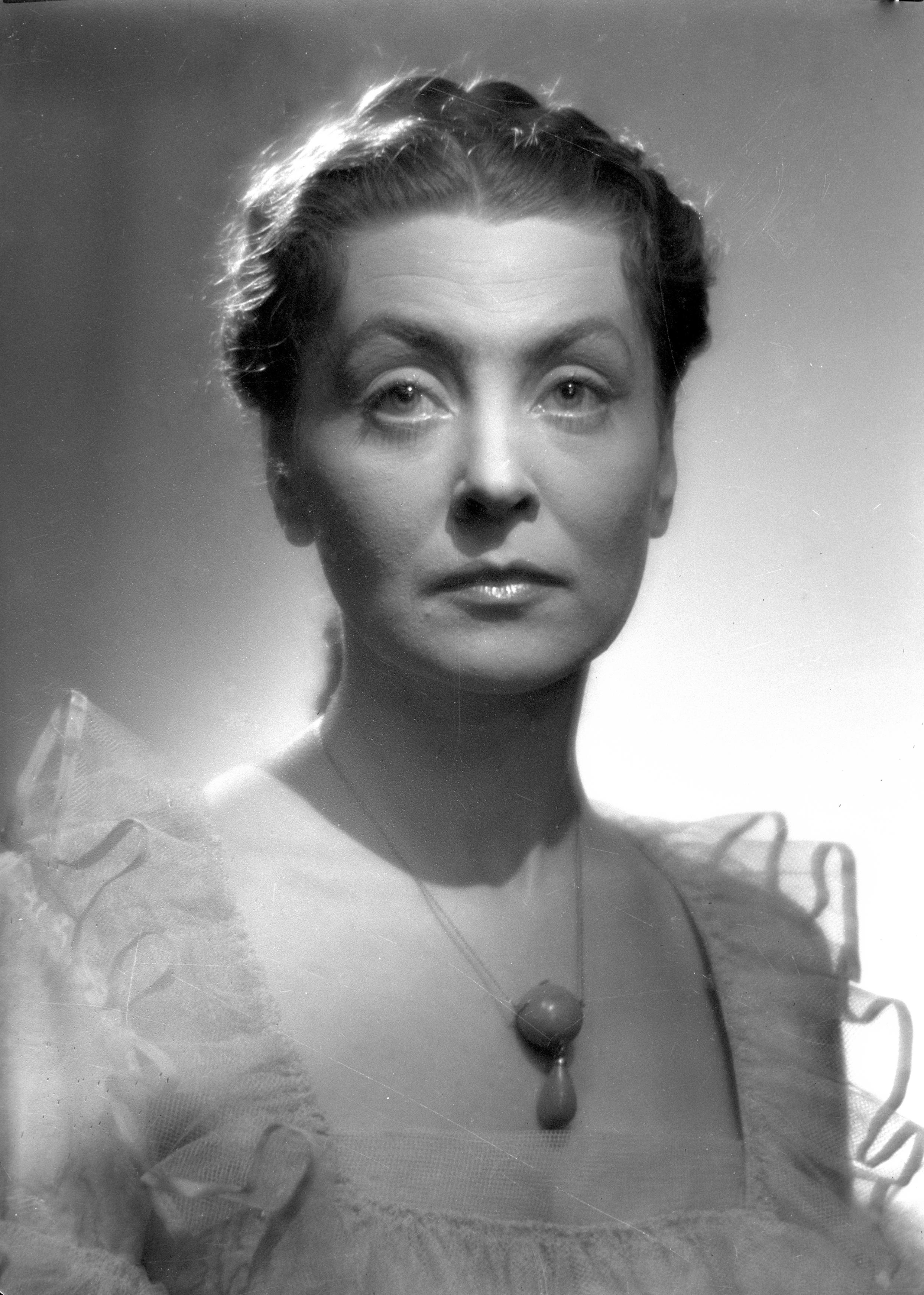
Nina Andrycz

Nina Andrycz (* 11. November 1912 in Brest, Russisches Kaiserreich; † 31. Januar 2014 in Warschau) war eine polnische Schauspielerin und Schriftstellerin.

## Leben und Wirken
Nina Andrycz studierte zunächst Geschichte an der Universität Warschau und Jura an der Universität Wilna. Die Studiengänge führte sie jedoch nicht zu Ende, sondern begann später ein Schauspielstudium am Staatlichen Institut für Theaterkunst in Warschau. Nina Andrycz war vor allem durch ihre Theaterauftritte bekannt. Sie spielte unter anderem die Rolle der Königin in den Dramen Don Karlos von Friedrich Schiller und Maria Stuart von Juliusz Słowacki. In Polen hatte sie sich einen Namen als Erste Dame des polnischen Theaters gemacht.
Nina Andrycz war von 1947 bis 1968 mit dem damaligen polnischen Ministerpräsidenten und späteren Staatsratsvorsitzenden Józef Cyrankiewicz verheiratet.
1996 wurde ein Dokumentarfilm über Nina Andrycz gedreht.

## Filmographie (Auswahl)
- 1951: Warschauer Premiere (Warszawska premiera)
- 1980: Die Braut sagt nein (Kontrakt)

## Belege
1. ↑  Nina Andrycz verstorben, abgerufen am 1. Februar 2014.

| Personendaten    | Personendaten                                 |
| ---------------- | --------------------------------------------- |
| NAME             | Andrycz, Nina                                 |
| KURZBESCHREIBUNG | polnische Schauspielerin und Schriftstellerin |
| GEBURTSDATUM     | 11. November 1912                             |
| GEBURTSORT       | Brest, Russisches Kaiserreich                 |
| STERBEDATUM      | 31. Januar 2014                               |
| STERBEORT        | Warschau                                      |